# Индуизм во Французской Гвиане
Индуизм во Французской Гвиане — религия меньшинства, по данным на 2010 год его исповедует 1,6% населения этой Заморской территории Франции. 

## История
Индуизм начал проникать на территорию Французской Гвианы в середине XIX века, когда из-за отмены рабства во Франции в 1848 году начался трудовой кризис в трех ее колониях (ныне заморских департаментах) в Карибском бассейне. В это время для работы на плантациях французские власти начали вербовать наёмных рабочих в странах Азии, в частности индуистов с Явы и Индостана. Так только из Индии в Французскую Гвиану прибыло 19 276 наемных рабочих. из-за высокой смертности индийцев Великобритания в конечном итоге запретила французам вывозить индийцев  в Французскую Гвиану. 

## Современное положение
Французская Гвиана является одной из заморских территорий Франции, она расположена на северном побережье Южной Америки, граничащая с Бразилией и Суринамом. Этнический состав населения: до 70 % — чернокожие и мулаты (включая переселенцев из Гаити, Суринама, островов Вест-Индии), 12 % — европейцы (в основном французы, а также португальцы), 3 % индейцы, 10 % — бразильцы и 5 % — потомки выходцев из различных стран Азии (Китая, Индии, Лаоса, Вьетнама и Ливана). Около 48 % — католики, 15 % — протестанты, 4,5 % — мусульмане, Свидетели Иеговы — 3,7 % (1 % — возвещатели), 1,3 % — иудеи и 1,6% — 
индусы.
Индуизм является религией меньшинства во Французской Гвиане, представленной и исповедуемой в основном потомками индийских и индонезийских рабочих прибывших во Французскую Гвиану начиная с середины XIX века. В наше время численность индусов составляет около 12 000 человек из которых около 3000 это потомки индонезийцев, а остальные индийцев. По состоянию на 2010 год составляло 1,6% населения Французской Гвианы.